# Lèmur ratolí bru
El lèmur ratolí bru (Microcebus rufus) és una espècie de lèmur de la família dels quirogalèids. Com tots els lèmurs, és endèmic de Madagascar. Té el dors de color castany o castany vermellós i el ventre gris clar. Fins al 1977 se'l considerà una subespècie del lèmur ratolí gris. Viu a la selva tropical de l'est de Madagascar. És un animal nocturn i solitari.